# Eibar Ríos
Eibar Ríos (Icaño, Santiago del Estero, 6 de octubre de 1909 - Buenos Aires, Argentina, 9 de diciembre de 1995) fue un futbolista argentino que se destacó en Tigre entre 1935 y 1940 como interior derecho. Con 54 conquistas, ocupa el noveno puesto de los máximos artilleros históricos del club y el quinto considerando únicamente los goles en la máxima categoría. Jugó también en Racing Club.

## Trayectoria
| Club        | País      | Año       |
| ----------- | --------- | --------- |
| Tigre       | Argentina | 1935-1938 |
| Racing Club | Argentina | 1939      |
| Tigre       | Argentina | 1940      |